# Nur ad-Din
‎
Uti al-Malik al-Adil Nur ad-Din Abu al-Qasim Mahmud Ibn 'Imad ad-Din Zengi, bolj znan tudi kot  Nur ed-Din in Nur al-Din,  (arabsko نور الدين, Nūr ad-Dīn, kar pomeni Luč vere), vojskovodja iz dinastije Zengidov, ki je vladal v Siriji od leta 1146 do 1174, * februar 1118, 15. maj 1174.

## Vojne s križarji
Nur ad-Din je bil drugi sin Imada ad-Dina Zengija I., atabega Alepa in Mosula, ki je bil odkrit nasprotnik križarjev. Po očetovem uboju sta si Nur ad-Din in starejši brat Saif ad-Din Gazi I. razdelila očetovo kraljestvo: Nur ad-Din je dobil Alep, Saif ad-Din pa Mosul. Meja med obema novima kraljestvoma je potekala po reki Habur, ki je levi pritok Tigrisa. 
Nur ad-Din je takoj po prevzemu oblasti napadel Kneževino Antiohijo, osvojil nekaj gradov v severni Siriji in preprečil poskus Joscelina II. Edeškega, da bi ponovno osvojil Grofijo Edeso, ki jo je leta 1144 osvojil Zengi. Iz Edese je izgnal skoraj vse krščanske prebivalce.
Nur ad-Din je zatem poskusil skleniti zavezništva z muslimanskimi sosedi v severnem Iraku in Siriji, s katerimi bi okrepil muslimansko fronto proti zahodnim sovražnikom. Leta 1147 mu je uspelo podpisati pogodbo z guvernerjem Damaska Mu'inom ad-Din Unurjem, katere sestavni del je bila Nur ad-Dinova poroka  z guvernerjevo hčerko Ismet ad-Din Hatun. Nova zaveznika sta zatem skupaj oblegala  Bosro in Salhad, ki ju je zavzel uporniški Mu'in ad-Dinov vazal Altuntaš. 
Mu'in ad-Din Nur ad-Dinovim nameram ni preveč zaupal, po drugi strani pa tudi ni hotel užaliti svojih nekdanjih križarskih zaveznikov v Jeruzalemu, ki so mu pomagali obraniti Damask pred Zengijem. Da bi dobil zaupanje svojega tasta, je Nur ad-Din prekinil bivanje v Damasku, napadel Kneževino Antiohijo in osvojil Arto, Kafar Lato, Basarfut in Balat. 
Leta 1148 so na vzhod prišli križarji z drugega križarskega pohoda, ki sta jih vodila Ludvik VII. Francoski in Konrad III. Nemški. Križarji, ki so prišli na vzhod osvobajat Edeso, so svoj načrt spremenili in napadli Damask, čeprav je  bil uradno njihov zaveznik. Po štirih dneh obleganja mesta  je  križarje napadla Nur ad-Dinova vojska in jih prisilila k umiku.
Nur ad-Din je izkoristil nesoglasja med voditelji drugega križarskega pohoda, ki so nastala po polomiji pred Damaskom, in pripravil nov napad na Antiohijo. Leta 1149 je napadel ozemlje okrog gradu Harim na vzhodni obali reke Oront, potem pa je začel oblegati grad Inab. Antioški knez Rajmond Poitierski je takoj odšel na pomoč oblegani trdnjavi, muslimani pa so njegovo vojsko v bitki pri Inabu popolnoma uničili, njega pa ubili. Rajmondovo glavo so poslali Nur ad-Dinu, on pa jo je poslal bagdadskemu kalifu. 
Nur ad-Din se je nato odpravil proti sredozemski obali in svojo nadvlado nad Sirijo pokazal s simboličnim kopanjem v Sredozemskem morju. Antiohije same ni napadel in je bil zadovoljen samo z antioškim ozemljem vzhodno od reke Oront, ker se je bal povračilnih ukrepov Bizantinskega cesarstva. Leta 1150 je sklenil zavezništvo s Seldžuškim sultanatom Rum, se poročil s hčerko sultana Masuda in še zadnjič porazil in ujel Joscelina II. Edeškega. Joscelina so v ječi oslepili in je leta 1159 v ječi v Alepu umrl. Avgusta 1150 je Nur ad-Din v bitki pri Aintabu poskusil preprečiti evakuacijo latinskih kristjanov iz trdnjave Tilbeşar, ki jo je vodil Baldvin III. Jeruzalemski, a mu to ni uspelo. Leta 1152 je po umoru Rajmonda II. Tripolijskega za kratek čas zasedel Tostoso.

## Zedinjenje muslimanskih držav
Nur ad-Din je od nekdaj sanjal o združitvi vseh muslimanskih sil med Evfratom in Egiptom v enotno fronto proti križarjem. Prvi korak k temu cilju je naredil leta 1149, ko mu je umrl brat Saif ad-Din Gazi I.. Umrlega brata je nasledil maljši brat Qutb ad-Din, ki je priznal Nur ad-Dinovo nadoblast, tako da sta Alep in Mosul prišla pod Nur ad-Dinovo oblast. Edina ovira do zedinjenja Sirije je ostal Damask. 
Mu'in ad-Din iz Damaska je kljub propadu drugega križarskega pohoda obnovil mirovno pogodbo z Jeruzalemskim kraljestvom, po njegovi smrti leta 1149 pa je enako politiko vodil tudi njegov naslednik Mudžir ad-Din. Leta 1150 in 1151 je Nur ad-Din zato dvakrat neuspešno oblegal Damask. Ko so križarji leta 1153 zasedli Askalon, je Mudžir ad-Din prepovedal Nur ad-Dinu prehod preko svojega ozemlja. 
Leta 1154 je Nur ad-Dinu s pomočjo prebivalcev Damaska uspelo vreči Mu'in ad-Dina s prestola. Mesto je priključil k ozemlju Zengidov in Sirija je postala enotna država od Edese na severu do Haurana na jugu. Bil je dovolj moder, da ni takoj napadel Jeruzalema, ampak je celo še naprej plačeval davek, ki ga je pred tem plačeval Mu'in ad-Din. Namesto tega se je raje vmešal v dogajanja na severu, kjer so nasledstveni spori v Sultanatu Rum ogrozili Edeso in sosednja mesta. Leta 1157 Je oblegal viteze hospitalce v trdnjavi Banjas in odbil vojsko, ki jim je iz Jeruzalema prihajala na pomoč. Konec leta je resno zbolel in njegov pritisk na križarje je nekoliko popustil. 
Leta 1159 je prišel v Antiohijo bizantinski cesar Manuel I. Komnen, da bi v kneževini vzpostavil svojo zakonito oblast. Križarji so upali, da bo s svojo vojsko napadel Alep, namesto tega pa so ga obiskali Nur ad-Dinovi odposlanci in mu ponudili zavezništvo proti Seldžukom, kar je križarjem vzelo ves pogum.  Nur ad-Din je naslednje leto skupaj z Danišmendi iz vzhodne Anatolije napadel seldžuškega sultana Kiliç Arslana II., Manuel pa ga je napadel z zahoda. Kasneje leta 1160 je Nur ad-Din ujel antioškega kneza Raynalda Châtillonskega, ki se je vračal s pohoda v Anti-Taurus in ga imel v ječi celih šestnajst let. 
Leta 1162 je postala Antiohija tudi uradno del Bizantinskega cesarstva, križarske države na jugu pa so bile prešibke, da bi napadle Sirijo, zato se je Nur ad-Din odpravil na romanje v Meko. Kmalu potem, ko se je vrnil domov, je izvedel za smrt jeruzalemskega kralja Baldvina III. in je iz spoštovanja do mogočnega nasprotnika za nekaj časa prekinil napade na križarsko kraljestvo.

## Vojne v Egiptu
Križarji niso imeli v Siriji nobenih izgledov za uspeh, zato so hoteli ozemlje Jeruzalemskega kraljestva razširiti proti jugu. Prvi vojaški uspeh je bila zasedba Askalona. 
Leta 1163 je bil na egiptovskem prestolu mlad in neizkušen kalif al-Adid, namesto katerega je v resnici vladal njegov vezir Šavar, njega pa je še istega leta zamenjal Dirgam. Kmalu po zamenjavi na oblasti je jeruzalemski kralj Amalrik I. začel ofenzivo proti Egiptu pod pretvezo, da Fatimidi ne plačujejo davkov, za katere so se obvezali med vladanjem Baldvina III.. Vojaški pohod je spodletel in vzpodbudil Nur ad-Dina, da je napadel križarje v Siriji in odvrnil njihovo pozornost od Egipta. Njegov napad na Tripoli je spodletel.
Kmalu zatem je Nur ad-Dina obiskal izgnani egiptovski vezir Šavar in ga prosil za vojaško pomoč, da bi ponovno prišel na oblast v Egiptu. Nur ad-Din sprva ni bil za to, potem pa ga je njegov kurdski general Širkuh prepričal, naj leta 1164 napade Egipt. Vezir Dirgam je iskal pomoč pri jeruzalemskem kralju, a je ni dobil. Med Širkuhovim napadom so Dirgama ubili in na njegovo mesto ponovno postavili Šavarja. 
Šavar je takoj po prevzemu oblasti Širkuha izgnal in se povezal z Amalrikom, ki je s svojo vojsko začel oblegati Širkuha v trdnjavi Bilbajs. Nur ad-Din je medtem napadel ozemlje Antiohije, oblegal grad Harenc in prisilil Amalrika k umiku iz Egipta, za njim pa se je umaknil tudi Širkuh. Nur ad-Din je zatem odbil napad združene antioške in tripolijske vojske, Antiohije pa ni napadel, ker se je bal povračilnih ukrepov bizantinske vojske. Namesto tega je napadel in osvojil Banjas in naslednji dve leti stalno napadal meje križarskih držav. 
Leta 1166 je general Širkuh ponovno napadel Egipt. Leto kasneje je prišel v Egipt tudi Amalrik, ki je s Šavarjem sklenil pogodbo o zavezništvu, okupiral Aleksandrijo in Kairo in iz Egipta naredili vazalno državo, potem pa se je moral zaradi Nur ad-Dinove prisotnosti v Siriji vrniti v Jeruzalem. Delte Nila mu ni uspelo osvojiti.
Leta 1168 se je Amalrik povezal s cesarjem Manuelom I. in ponovno napadel Egipt. Šavarjevemu sinu Halilu so začeli napadi križarjev presedati, zato je s soglasjem kalifa al-Adila poklical na pomoč Nur ad-Dina in Širkuha. Širkuhova vojska je prišla v Egipt na začetku leta 1169 in prisilila križarje k umiku. Nur ad-Din je tokrat uspelo dobiti oblast nad celim Egiptom.  Šavarja je dal usmrtiti in za vezirja osvojenega ozemlja imenoval Širkuha, ki je kmalu zatem umrl. Nasledil ga je nečak Saladin.
Amalrik in Manuel sta zatem še enkrat napadla Egipt. Njun napad je bil slabo organiziran in zato neuspešen. 

## Smrt in nasledstvo
Nur ad-Din je med vojno v Egiptu na severu porazil Ortokide in leta 1170 reševal spor med svojima nečakoma, ki je nastal po smrti brata  Qutb ad-Dina. Po osvojitvi Egipta je menil, da je dosegel svoj cilj in združil muslimanske države. Saladin se s tem ni strinjal in zato leta 1171 in 1173 ni sodeloval v  napadih na Jeruzalem. Upal je, da bodo križarske države preživele Nur ad-Dinove napade in postale vmesno ozemlje med Sirijo in Egiptom. Nur ad-Din je kmalu spoznal, da je postal Saladin nevaren nasprotnik, zato sta oba vladarja začela zbirati vsak svojo vojsko in se pripravljati na neizogiben spopad. 
Leta 1174 je bil Nur ad-Din tik pred tem, da napade Egipt, a je zaradi kompliciranega gnojnega vnetja grla nenadoma umrl. Nasledil ga je komaj enajstletni sin As-Salih Ismail al-Malik. Saladin je sinu priznal svoje vazalstvo, čeprav je že takrat načrtoval združitev Egipta in Sirije pod svojo oblastjo. Poročil se je z Nur ad-Dinovo vdovo, v naslednjih nekaj letih porazil vse kandidate za prestol in leta 1185 prevzel oblast v Siriji, s čimer je uresničil Nur ad-Dinove življenjske sanje o enotni državi.  

## Zapuščina
Viljem iz Tira je o Nur ad-Dinu napisal, da je bil "mogočen preganjalec kristjanov in njihove vere", vendar tudi "pravičen vladar, pogumen in moder in, skladno z izročili svojega ljudstva, veren mož". 
Nur ad-Din je postal zelo veren po svoji prvi resni bolezni in romanju v Meko. Križarje je imel za tujce na muslimanskih ozemljih, ki so prišli v Levant ropat in oskrunjat muslimanska sveta mesta. Do kristjanov, ki so živeli pod njegovo oblastjo, je bil kljub temu strpen. Izjema so bili Armenci iz Edese. Zelo je spoštoval tudi bizantinskega cesarja Manuela I. Komnena. Po smrti jeruzalemskega kralja Baldvina III. je iz spoštovanja do mrtvega vladarja za nekaj časa prekinil napade na Jeruzalemsko kraljestvo, po njegovi smrti pa se kaj takega ni zgodilo. Amalrik I. je namreč takoj, ko je izvedel za Nur ad-Dinovo smrt, napadel Banjas in od njegove vdove izsilil veliko vsoto denarja.
Nur ad-din je v vseh mestih, ki so bila pod njegovo oblastjo, ustanovil univerze in zgradil mošeje. Na univerzah so poučevali predvsem Koran in Hadís. Užival je, če so mu čitali iz Hadísa, za recitiranje Hadísa pa je tudi sam dobil diplomo svojih profesorjev. Gradil je brezplačne bolnišnice in saraje za popotnike in romarje. Njegov dvor je bil večkrat na teden odprt za javnost, tako da so se mu ljudje lahko pritožili proti samopašnim generalom, guvernerjem in drugim uslužbencem, ki so storili kakšno kriminalno dejanje. V muslimanskem svetu je ostal v spominu kot pogumen, veren in skromen vladar. Zgodovinar Steven Runcinman je o njem zapisal, da je bil nadvse pravičen. 
Damaščanski kronist Ibn al-Qalanisi je o njem pisal samo z izbranimi besedami. al-Qalanisi je leta 1160 na žalost umrl, tako da za zadnje obdobje Nur ad-Dinovega vladanja ni nobenih objektivnih pisnih dokumentov.   